# Esther Quintana Salinas
Esther Quintana Salinas (Acapulco de Juárez, Guerrero, 1 de julio de 1951) es una política mexicana, miembro del Partido Acción Nacional (PAN). Ha sido diputada federal de 2012 a 2015 y a partir de 2023 es secretaria de Cultura del gobierno de Coahuila.

## Biografía
Es licenciada en Derecho egresada de la Universidad Nacional Autónoma de México (UNAM) y cuenta con estudios de diplomados en Comercio Exterior, Argumentación y Debate Desarrollo de Habilidades Docentes. Entre 1977 y 1985 ejerció de forma particular como abogada litigante.
Es miembro activo del PAN desde 1993. Ha sido representante del PAN ante el Consejo Local del Instituto Federal Electoral en 1993, 1996 y 2000; en 2000 fue asesora jurídica de la Alianza para el Cambio y de 2001 a 2002 fue secretaria de Formación y Capacitación del comité estatal del partido.
En 2001 ingresó a la Secretaría de Economía, donde de ese año a 2002 fue asesora de proyectos especiales y de 2002 a 2004 directora general de Normas. De 2004 a 2007 fue presidenta estatal del PAN en Coahuila, mismo periodo en que fue consejera estatal y nacional y de 2007 a 2008 miembro de la Comisión Nacional Reformas al Estatuto del partido. En 2008 fue delegada de la Procuraduría Agraria en San Luis Potosí.
En 2009 fue elegida diputada a la LVIII Legislatura del Congreso del Estado de Coahuila, por la vía de la representación proporcional y fue integrante de las comisiones de Aguas y Ecología; y, de Medio Ambiente; así como vicecoordinadora del grupo parlamentario del PAN. Concluyó su periodo en 2011.
En 2012 fue elegida diputada federal en representación del Distrito 7 de Coahuila a la LXII Legislatura de dicho año a 2015. En ella fue secretaria de las comisiones de Gobernación; y, de Justica; así como integrante de la comisión de Trabajo y Previsión Social.
En las elecciones de 2018 fue candidata de la coalición Por México al Frente a senadora por Coahuila, siendo postulada en fórmula con Guillermo Anaya Llamas, pero al quedar en tercer lugar de las preferencias electorales no lograron el cargo; y en las elecciones de 2021 fue candidata del PAN a diputada federal por el Distrito 4 de Coahuila, no logró el cargo al quedar en tercer lugar de los votos.
El 2 de diciembre de 2023, el gobernador de Coahuila Manolo Jiménez Salinas, la nombró titular de la secretaría de Cultura de su gobierno.